# Záhor
Záhor este o comună slovacă, aflată în districtul Sobrance din regiunea Košice. Localitatea se află la altitudinea de 109 m deasupra n.m., se întinde pe o suprafață de 7,7 km2 și în 2017 număra 661 de locuitori.

## Istoric
Localitatea Záhor este atestată documentar din 1326.

## Demografie
| An:                | 1994 | 2004   | 2014   | 2024   |
| ------------------ | ---- | ------ | ------ | ------ |
| Număr de persoane: | 760  | 710    | 663    | 625    |
| Diferență:         |      | −6,57% | −6,61% | −5,73% |

| An:                | 2023 | 2024   |
| ------------------ | ---- | ------ |
| Număr de persoane: | 636  | 625    |
| Diferență:         |      | −1,72% |